# Throgs Neck
Throgs Neck (ook Throggs Neck) is een wijk en schiereiland in het zuidoosten van The Bronx, New York in de Verenigde Staten. Het was oorspronkelijk een dorp in Westchester County, maar werd in 1895 geannexeerd door de stad New York. Het wordt bestuurd door de Bronx Community Board 10.

## Geschiedenis
Het gebied was oorspronkelijk onderdeel van Nieuw-Nederland en werd Vriedelandt genoemd. In 1642 kreeg de Engelse anabaptist John Throckmorton toestemming om een nederzetting te stichten met 35 families, maar in 1643 werden ze aangevallen door de inheemse bevolking, en vertrokken naar Rhode Island. In 1776, tijdens de Amerikaanse Revolutie, landde het Britse leger op Throgs Neck voor een aanval op het leger van George Washington, maar werden teruggedreven.
In 1833 werd begonnen met de bouw van Fort Schuyler om de stad New York beter te kunnen verdedigen bij een aanval van zee. Het fort was in 1856 gereed en werd vernoemd naar generaal Philip Schuyler. Aan de andere kant van de East River werd Fort Totten gebouwd. Bij het fort ontstond een dorp. Het was onderdeel van de gemeente Westchester in Westchester County, maar werd in 1895 geannexeerd door de stad New York. In 1898 werd het een onderdeel van de borough The Bronx.
Throgs Neck ontwikkelde zich in de jaren 1920 als recreatiegebied voor New York. In 1929 was een verlenging van de metro naar Throgs Neck gepland, maar de plannen zijn nooit uitgevoerd. In 1932 verloor Fort Schuyler zijn militaire functie en werd overgedragen aan de State University of New York Maritime College. In 1939 werd de Bronx-Whitestone Bridge over de East River gebouwd en werd The Bronx via de weg verbonden met Queens. In 1961 werd de Throgs Neck Bridge gebouwd.

## Demografie
De wijken Throgs Neck en Schuyerville vormen samen één censusgebied. In 2020 telden de wijken 48.116 inwoners. 33,5% van de bevolking is blank; 5,1% is Aziatisch; 9,3% is Afro-Amerikaans en 49,0% is Hispanic ongeacht ras of etnische groepering. In 2019 was het gemiddelde gezinsinkomen US$79.544, en ligt boven het gemiddelde van de stad New York ($72.108).

## Bekende inwoners
- Christine Jorgensen (1926-1989), transvrouw en eerste persoon in de Verenigde Staten met een geslachtsaanpassende operatie[14]
- Sal Mineo (1939-1976), acteur[15]

## Foto's

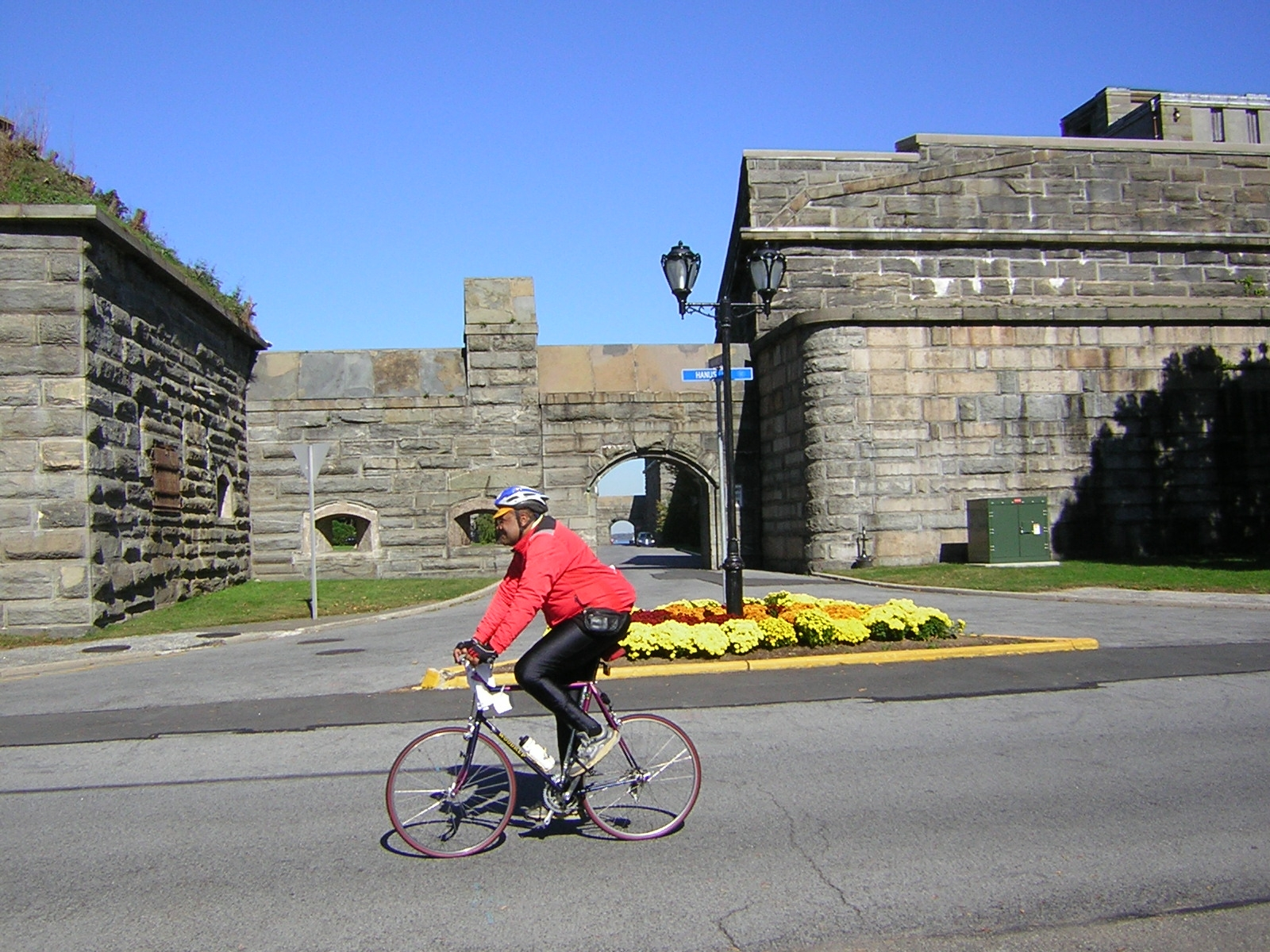
Fort Schuyler
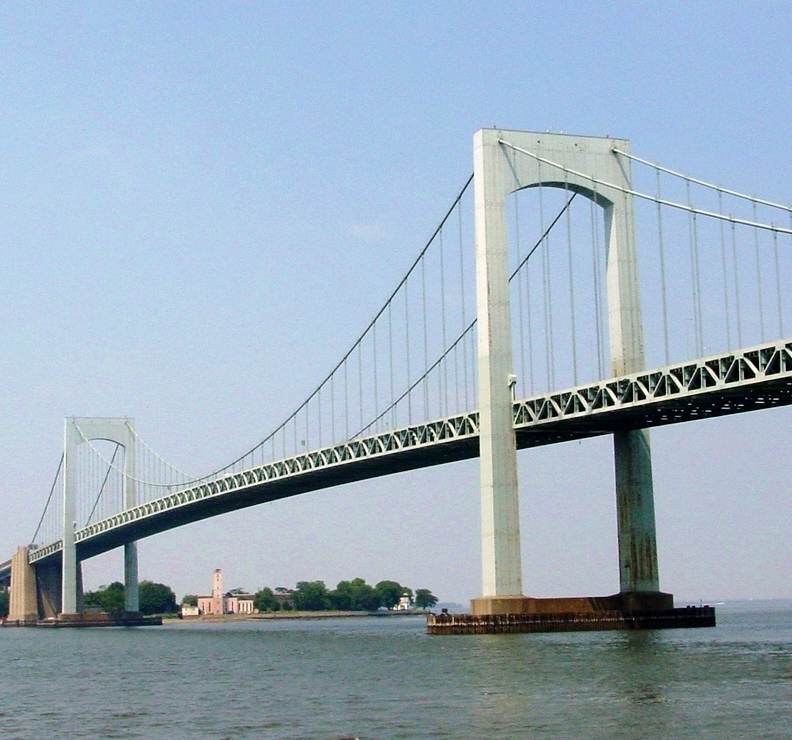
Throgs Neck Bridge
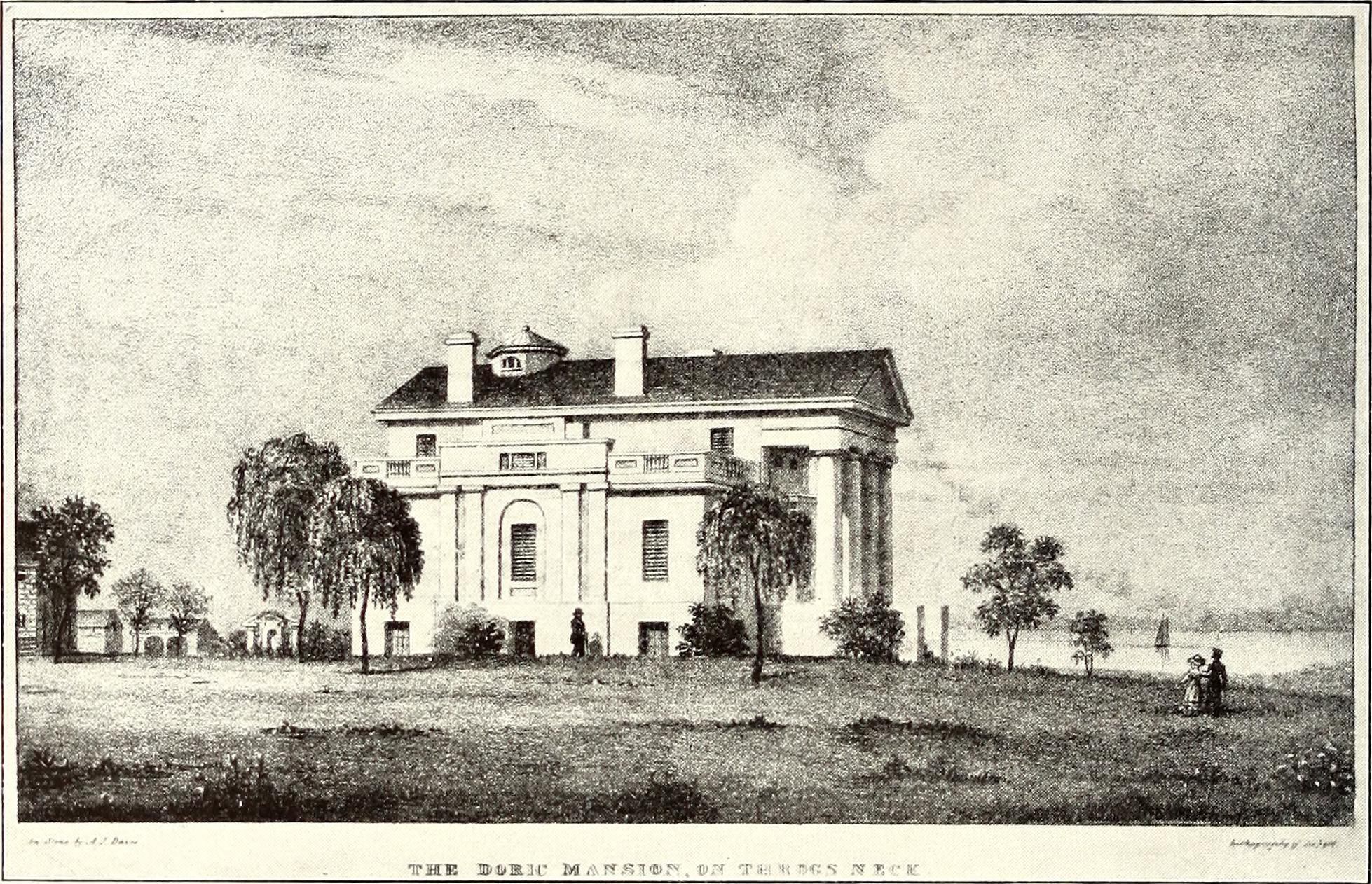
Anderson House (1920)
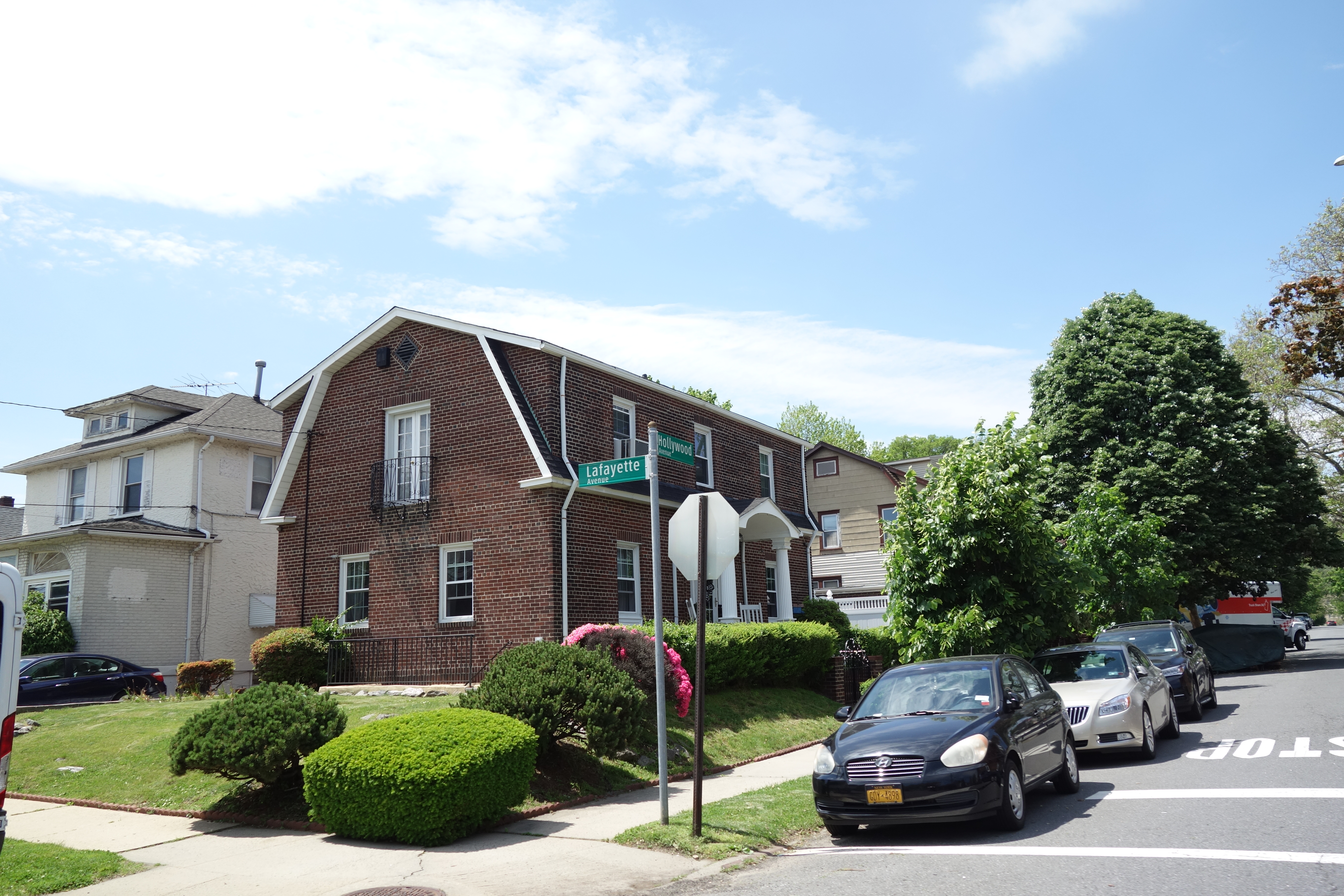
Straat in Throgs Neck

- Library of Congress Control Number: n99048865
- National Archives and Records Administration: 10043905

City Island · Concourse · Co-op City · Fordham · Kingsbridge · Morrisania · Parkchester · Riverdale · Spuyten Duyvil · Throgs Neck · Wakefield · West Farms